# Трамвай у Санкт-Моріц
Трамвай у Санкт-Моріц - ліквідована трамвайна мережа у місті Санкт-Моріц, Швейцарія, що діяла у 1896-1932 роках.

## Історія
У лютому 1892 року було оголошено конкурс на будівництво електричного трамвая й отримано три пропозиції. У квітні обрано пропозицію інженера Шумахера з Люцерна. 22 грудня 1892 видана ліцензія на будівництво мережі трамваїв у Санкт-Моріц. У липні 1894 року розпочалось будівництво лінії. Офіційне введення в експлуатацію лінії відбулося 5 липня 1896. 19 грудня 1902 надано концесію на продовження лінії до залізничної станції, яка, проте, не була  побудована. У 1912 було прийнято проект трамвайної лінії Санкт-Моріц - Хампферзе. Трамвайну лінію було ліквідовано 18 вересня 1932, трафік було замінено на автобусний. Лінія була демонтована у 1940. Напруга становила 550 V постійного струму. Трафік здійснювався тільки влітку. Трамвайне депо було розташовано у Санкт-Моріц Бад.

## Лінія
У Санкт-Моріц діяла одна трамвайна лінія завдовжки 1,6 км:
- Санкт-Моріц Бад - Моріц Постплац

## Рухомий склад
Спочатку планувалося придбати три трамваї з місткістю 20-24 чоловік. Зрештою придбали 4 трамваї типу Ce 2/2, під номерами 1 - 4. Виробник - MAN , електрообладнання - Siemens-Schuckertwerke. Кожен вагон важив 70 тонн, був завдовжки 6 м, максимальна швидкість - 17 км/год, мав 10 місць. Трамваї були пофарбовані у синій колір з білими смугами. У 1920 було здійснено ремонт вагонів.

## Ресурси Інтернету
- Die Strassenbahn St. Moritz auf www.eingestellte-bahnen.ch
- Die Strassenbahn St. Moritz auf www.strassenbahn-europa.at
- Die Strassenbahn St. Moritz auf www.bahndaten.ch